# 태국의 종교
태국의 종교 (2021년 추정치)

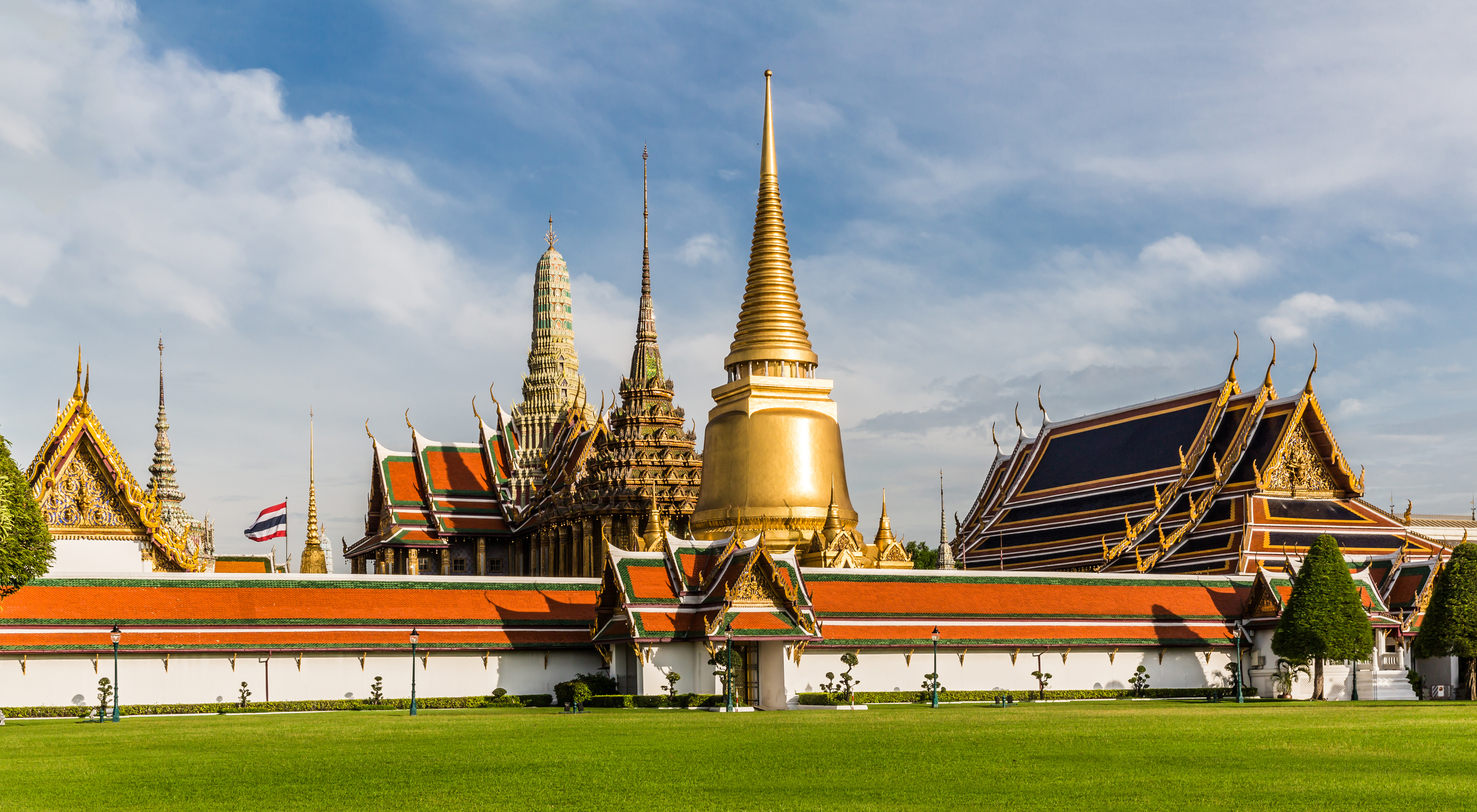
방콕에서 가장 신성 시 되는 상좌부 불교 사원 왓 프라깨오

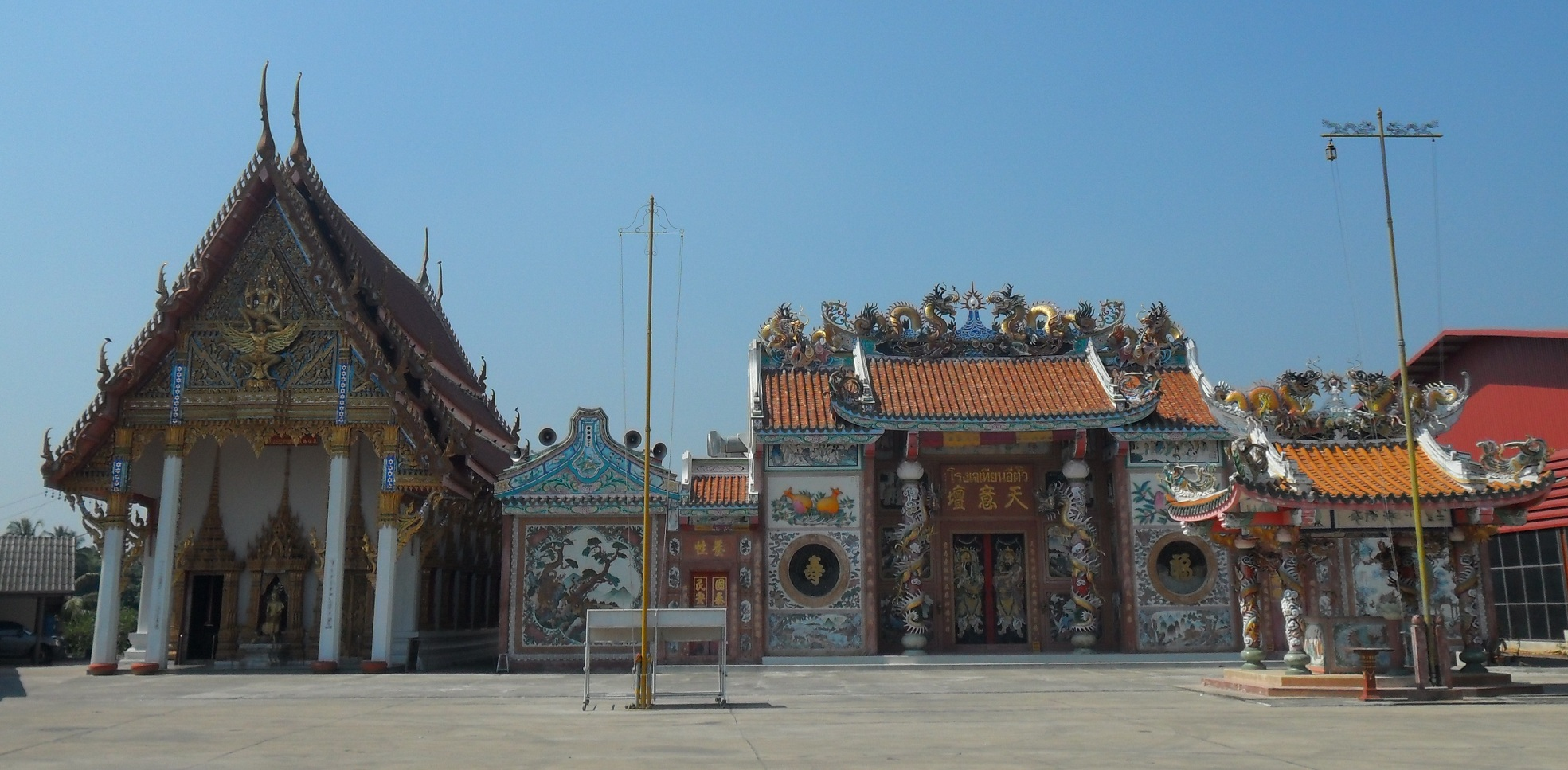
거리와 거리 사이에 있는 태국의 상좌부 불교 사원 (좌)과 중국의 민간신앙 사원 (우). 태국의 종교적 유산을 보여주고 있다.

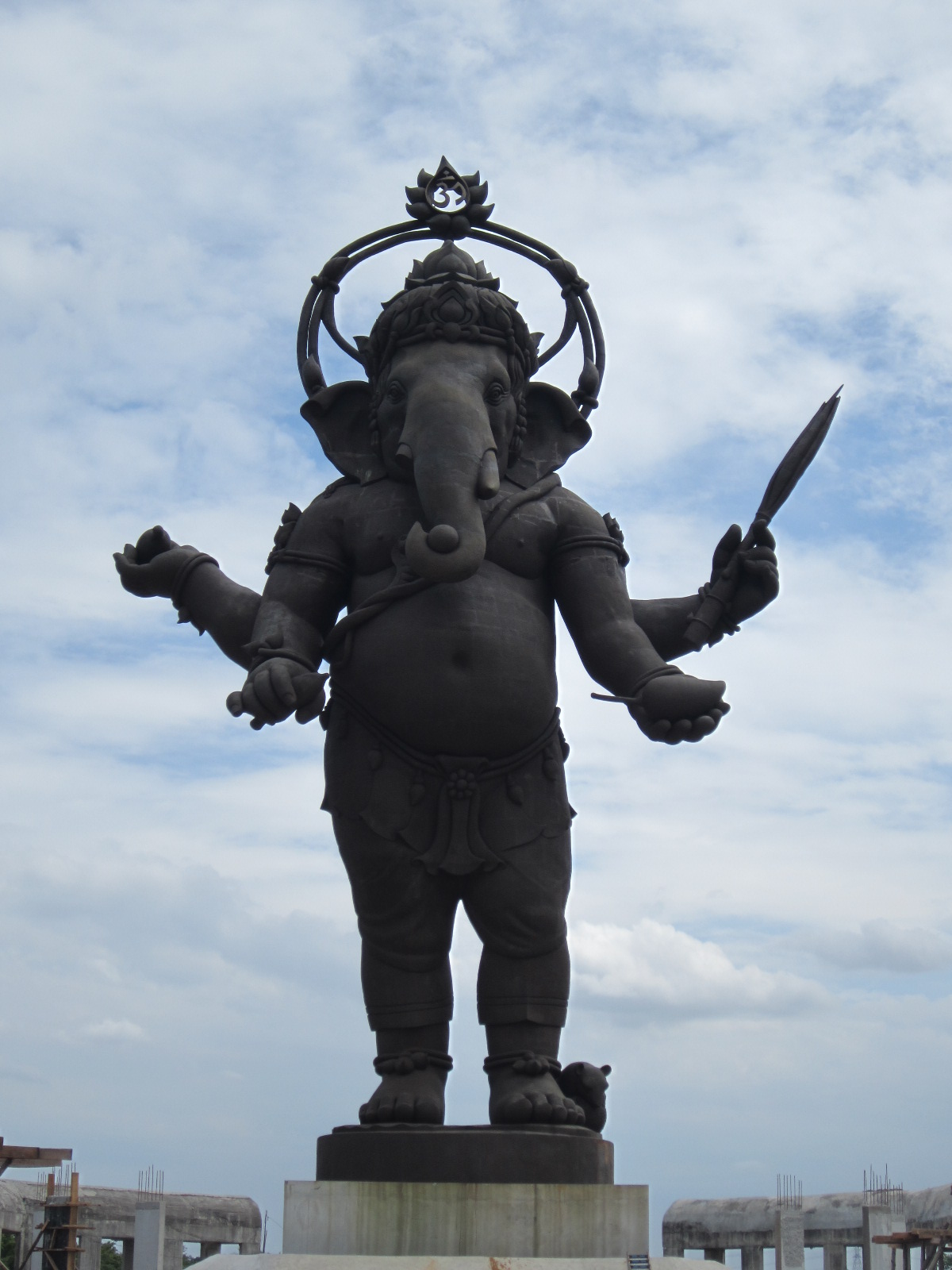
클롱크안군의 클롱크안 가네샤 국제 공원에 위치한 전세계에서 가장 큰 가네샤 청동상.

불교가 우세한 태국의 종교이다. 전체 인구의 90% 이상이 따르고 있고 힌두교에 많은 영향을 받았으며, 대부분의 태국인들은 일상적 종교 풍습에서 주요 힌두교의 신들을 숭배하고 있다. 태국의 헌법은 국교에 대해 언급하지 않고 있으나, 불교를 장려하고 있고, 동시에 모든 태국의 시민권자들에게 종교의 자유를 부여하고 있다. 라미끼엔 (라마야나의 태국 형태)은 태국의 민족 서사시로 인정되고 있다.
많은 여러 민족들, 특히 이산족들 사이에서는 타이 민속 종교를 따른다. 중요 소수 종교 집단인 무슬림들은 대부분이 말레이계 태국인들로 구성되며 태국 남부에 특히 위치한다. 입소스의 조사에 따르면, 기독교인들도 마찬가지로 중요한 소수 종교 집단일 수 있다 (4%). 또한 1%는 종교를 밝히길 원하지 않았고 또 다른 1%는 무종교라고 했다. 태국의 법률에서는 공식적으로 불교, 이슬람교, 기독교, 힌두교, 시크교만을 인정하고 있다.

## 인구

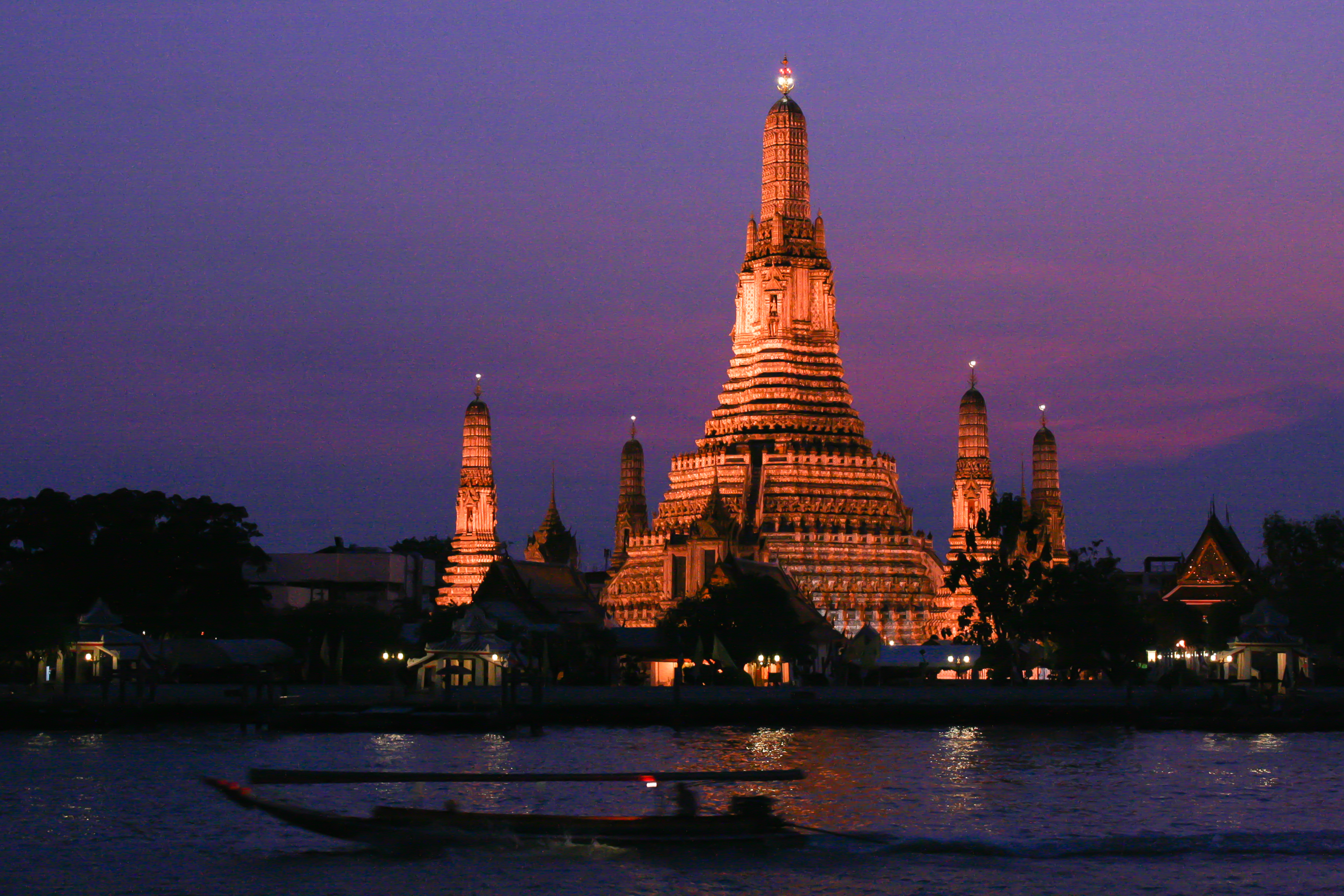
새벽 때 왓 아룬

2018년의 정부 인구 조사 자료에 따르면, 태국인의 약 94%가 불교를 따른다. 한편, 2023년의 인구 조사가 아닌 자료에 따르면 태국인의 90%가 불교도로 나타났다. 태국의 신앙 생활은 이러한 통계 자료로 표현하는 것보다 훨씬 복잡하다. 중국계 태국인의 많은 이들, 그 중에 대다수는 불교를 따르는 이들은 우세한 상좌부 불교에 통합되어 있으며, 오직 소수 만이 중국 불교를 유지하고 있다. 다른 한편, 중국계 태국의 많은 이들은 도교, 유교, 중국의 복음주의 종교 (일관도, 교시회) 등을 포함하여 중국계 민속 종교 생활을 유지하고 있다. 자유롭게 종교 생활을 하고 있지만, 이 중국계 종교들은 공식적으로 인정은 받지 못하고 있고, 신자들도 통계상으로는 상좌부 불교로 집계된다. 또한, 많은 태국인 및 이산인 등이 고유의 민속 종교인 타이 민속 신앙을 따르고 있기도 하다.
무슬림들은 인구의 4%에서 5%를 차지하며 태국 내 두 번째로 큰 종교 집단이다. 태국 극남쪽인 빠따니주, 얄라주, 나라티왓주, 사뚠주, 뜨랑주, 송클라주의 일부에 태국계와 말레이계로 이뤄진 이슬람 인구가 많다.
주로 천주교도로 이뤄진 기독교인들은 2023년 기준 인구의 약 4%를 이뤘다.
작지만 영향력이 강한 시크교도와 일부 힌두교도 공동체는 주로 태국의 도심에 거주하고 소매업에 종사하고 있다.
또한 17세기까지 거슬러 올라가는 소수의 유대교 공동체도 존재한다.
2015년 갤럽 인터내셔널 조사에 의하면, 태국은 조사한 65개국 중에 가장 종교적인 국가였으며, 태국인의 94%가 본인들이 종교적이라고 하였다.

## 인구 조사

### 개요
| 종교       | 2010년 인구조사 | 2010년 인구조사 | 2015년 예비 인구 조사 | 2015년 예비 인구 조사 | 2018년 예비 인구 조사 | 2018년 예비 인구 조사 |
| 종교       | 인구            | %               | 인구                  | %                     | 인구                  | %                     |
| ---------- | --------------- | --------------- | --------------------- | --------------------- | --------------------- | --------------------- |
| 불교       | 61,746,429      | 93.58%          | 63,620,298            | 94.50%                | 63,299,192            | 93.46%                |
| 이슬람교   | 3,259,340       | 4.94%           | 2,892,311             | 4.29%                 | 3,639,233             | 5.37%                 |
| 기독교     | 789,376         | 1.20%           | 787,589               | 1.17%                 | 767,624               | 1.13%                 |
| 힌두교     | 41,808          | 0.06%           | 22,110                | 0.03%                 | 12,195                | 0.018%                |
| 시크교     | 11,124          | 0.02%           | 716                   | 0.001%                | 12,195                | 0.018%                |
| 유교       | 16,718          | 0.02%           | 1,030                 | 0.001%                | 2,009                 | 0.002%                |
| 그 외 종교 | 70,742          | 0.11%           | 1,583                 | 0.002%                | 2,009                 | 0.002%                |
| 무종교     | 46,122          | 0.07%           | 2,925                 | 0.005%                | 2,082                 | 0.003%                |
| 비답변     | 3,820           | 0.005%          |                       |                       | 4,085                 | 0.006%                |
| 합         | 65,981,660      | 100%            | 67,228,562            | 100%                  | 67,726,419            | 100%                  |

### 지역별 종교
2015년 예비 인구 조사에 따르면, 태국의 각 지열별 거주 인구 67,328,562명은 다음의 종교 집단에 속한다:
| 종교       | 방콕      | 방콕   | 중부       | 중부   | 북부       | 북부   | 북동부     | 북동부 | 남부      | 남부   |
| 종교       | #         | %      | #          | %      | #          | %      | #          | %      | #         | %      |
| ---------- | --------- | ------ | ---------- | ------ | ---------- | ------ | ---------- | ------ | --------- | ------ |
| 불교       | 8,197,188 | 93.95% | 18,771,520 | 97.57% | 11,044,018 | 96.23% | 18,698,599 | 99.83% | 6,908,973 | 75.45% |
| 이슬람교   | 364,855   | 4.18%  | 247,430    | 1.29%  | 35,561     | 0.31%  | 16,851     | 0.09%  | 2,227,613 | 24.33% |
| 기독교     | 146,592   | 1.68%  | 214,444    | 1.11%  | 393,969    | 3.43%  | 13,825     | 0.07%  | 18,759    | 0.21%  |
| 힌두교     | 16,306    | 0.19%  | 5,280      | 0.03%  | 207        | 0.002% | 318        | 0.001% |           |        |
| 시크교     |           |        |            |        | 378        | 0.003% |            |        | 491       | 0.005% |
| 그 외 종교 |           |        | 294        | 0.00%  | 1,808      | 0.16%  |            |        | 359       | 0.004% |
| 무종교     | 289       | 0.00%  | 473        | 0.002% | 1,001      | 0.01%  | 436        | 0.002% | 72        | 0.008% |

### 주별 종교
2010년 인구 조사에 의하면, 태국의 각 주별 거주하는 태국인들은 다음의 종교 집단에 속한다:
| 종교               | 불교       | 불교   | 이슬람교  | 이슬람교 | 기독교  | 기독교 | 힌두교 | 힌두교 | 유교   | 유교  | 시크교 | 시크교 | 그 외 종교 | 그 외 종교 | 무교   | 무교  | 미답변 | 미답변 | 합계       |
| 종교               | #          | %      | #         | %        | #       | %      | #      | %      | #      | %     | #      | %      | #          | %          | #      | %     | #      | %      | 합계       |
| ------------------ | ---------- | ------ | --------- | -------- | ------- | ------ | ------ | ------ | ------ | ----- | ------ | ------ | ---------- | ---------- | ------ | ----- | ------ | ------ | ---------- |
| 방                 | 7,686,022  | 92.54% | 382,385   | 4.60%    | 157,534 | 1.89%  | 22,820 | 0.27%  | 6,800  | 0.08% | 7,183  | 0.08%  | 24,330     | 0.29%      | 17,091 | 0.20% | 1,053  | 0.01%  | 8,305,218  |
| 암낫짜른           | 281,675    | 99.28% | 267       | 0.09%    | 1,649   | 0.58%  | 59     | 0.02%  | 13     | 0.01% | 13     | 0.01%  | 53         | 0.02%      | –      | –     | –      | –      | 283,729    |
| 앙통               | 249,847    | 98.25% | 3,994     | 1.57%    | 213     | 0.08%  | 172    | 0.07%  | 7      | 0.01% | 7      | 0.01%  | 42         | 0.01%      | 9      | 0.01% | –      | –      | 254,292    |
| 븡깐               | 360,468    | 99.37% | 242       | 0.07%    | 1,913   | 0.53%  | 96     | 0.03%  | 21     | 0.01% | 12     | 0.01%  | –          | –          | 3      | 0.01% | –      | –      | 362,754    |
| 부리람             | 1,261,658  | 98.96% | 1,911     | 0.15%    | 7,508   | 0.59%  | 745    | 0.06%  | 278    | 0.02% | 131    | 0.01%  | 1,746      | 0.14%      | 911    | 0.07% | 25     | 0.01%  | 1,274,912  |
| 차층사오           | 663,790    | 92.76% | 46,041    | 6.43%    | 4,457   | 0.62%  | 231    | 0.03%  | 43     | 0.01% | 55     | 0.01%  | 626        | 0.09%      | 360    | 0.05% | –      | –      | 715,603    |
| 차이낫             | 304,407    | 99.61% | 592       | 0.19%    | 424     | 0.14%  | 35     | 0.01%  | 23     | 0.01% | 18     | 0.01%  | 47         | 0.02%      | 41     | 0.01% | –      | –      | 305,587    |
| 차이야품           | 961,401    | 99.74% | 944       | 0.10%    | 1,185   | 0.12%  | 227    | 0.02%  | 59     | 0.01% | 57     | 0.01%  | 9          | 0.01%      | 16     | 0.01% | 9      | 0.01%  | 963,907    |
| 짠타부리           | 475,653    | 97.95% | 1,937     | 0.40%    | 5,922   | 1.22%  | 129    | 0.03%  | 65     | 0.01% | 40     | 0.01%  | 1,016      | 0.21%      | 849    | 0.17% | –      | –      | 485,611    |
| 치앙마이           | 1,592,164  | 91.66% | 6,789     | 0.39%    | 133,761 | 7.70%  | 790    | 0.05%  | 365    | 0.02% | 189    | 0.01%  | 546        | 0.03%      | 2,420  | 0.14% | 17     | 0.01%  | 1,737,041  |
| 치앙라이           | 1,065,169  | 90.81% | 3,167     | 0.27%    | 103,450 | 8.82%  | 478    | 0.04%  | 212    | 0.02% | 52     | 0.01%  | 139        | 0.01%      | 245    | 0.02% | 15     | 0.01%  | 1,172,928  |
| 촌부리             | 1,463,280  | 94.08% | 23,269    | 1.50%    | 56,878  | 3.66%  | 1,155  | 0.07%  | 610    | 0.04% | 426    | 0.03%  | 6,139      | 0.39%      | 3,601  | 0.23% | –      | –      | 1,555,358  |
| 춤폰               | 462,822    | 98.94% | 3,545     | 0.76%    | 1,040   | 0.22%  | 115    | 0.02%  | 88     | 0.02% | 11     | 0.01%  | 79         | 0.01%      | 101    | 0.02% | –      | –      | 467,801    |
| 깔라신             | 821,714    | 99.66% | 1,058     | 0.13%    | 1,348   | 0.16%  | 72     | 0.01%  | 30     | 0.01% | 33     | 0.01%  | 203        | 0.02%      | 76     | 0.01% | –      | –      | 824,534    |
| 깜팽펫             | 790,017    | 99.08% | 1,571     | 0.20%    | 3,775   | 0.47%  | 226    | 0.03%  | 124    | 0.01% | 94     | 0.01%  | 746        | 0.09%      | 838    | 0.11% | –      | –      | 797,391    |
| 깐짜나부리         | 789,692    | 98.52% | 2,849     | 0.35%    | 7,833   | 0.97%  | 203    | 0.02%  | 204    | 0.02% | 20     | 0.01%  | 145        | 0.01%      | 573    | 0.07% | –      | –      | 801,519    |
| 콘깬               | 1,731,964  | 99.43% | 2,593     | 0.15%    | 6,251   | 0.36%  | 517    | 0.03%  | 232    | 0.01% | 370    | 0.02%  | 39         | 0.01%      | 2      | 0.01% | 2      | 0.01%  | 1,741,969  |
| 끄라비             | 235,594    | 65.04% | 125,476   | 34.64%   | 517     | 0.14%  | 120    | 0.03%  | 59     | 0.01% | 34     | 0.01%  | 305        | 0.08%      | 93     | 0.02% | 5      | 0.01%  | 362,203    |
| 람빵               | 729,866    | 98.21% | 1,422     | 0.19%    | 10,730  | 1.44%  | 68     | 0.01%  | 108    | 0.01% | 37     | 0.01%  | 665        | 0.08%      | 243    | 0.03% | 3      | 0.01%  | 743,143    |
| 람푼               | 410,259    | 99.40% | 631       | 0.15%    | 1,698   | 0.41%  | 30     | 0.01%  | 12     | 0.01% | 16     | 0.01%  | 96         | 0.02%      | –      | –     | –      | –      | 412,741    |
| 르이               | 543,592    | 99.55% | 544       | 0.10%    | 1,778   | 0.33%  | –      | –      | 12     | 0.01% | 17     | 0.01%  | 73         | 0.01%      | 16     | 0.01% | –      | –      | 546,031    |
| 롭부리             | 765,821    | 99.47% | 1,525     | 0.20%    | 1,304   | 0.17%  | 141    | 0.02%  | 55     | 0.01% | 51     | 0.01%  | 294        | 0.04%      | 733    | 0.10% | –      | –      | 769,925    |
| 매홍손             |            |        |           |          |         |        |        |        |        |       |        |        |            |            |        |       |        |        |            |
| 마하사라캄         |            |        |           |          |         |        |        |        |        |       |        |        |            |            |        |       |        |        |            |
| 묵다한             |            |        |           |          |         |        |        |        |        |       |        |        |            |            |        |       |        |        |            |
| 나콘나욕           |            |        |           |          |         |        |        |        |        |       |        |        |            |            |        |       |        |        |            |
| 나콘빠톰           | 928,954    | 98.42% | 2,162     | 0.23%    | 9,803   | 1.04%  | 444    | 0.05%  | 108    | 0.01% | 38     | 0.01%  | 1,574      | 0.17%      | 810    | 0.09% | –      | –      | 943,892    |
| 나콘파놈           |            |        |           |          |         |        |        |        |        |       |        |        |            |            |        |       |        |        |            |
| 나콘랏차시마       |            |        |           |          |         |        |        |        |        |       |        |        |            |            |        |       |        |        |            |
| 나콘사완           |            |        |           |          |         |        |        |        |        |       |        |        |            |            |        |       |        |        |            |
| 나콘시탐마랏       | 1,353,244  | 93.30% | 94,914    | 6.54%    | 1,323   | 0.09%  | 250    | 0.02%  | 167    | 0.01% | 29     | 0.01%  | 538        | 0.03%      | –      | –     | –      | –      | 1,450,466  |
| 난                 | 444,201    | 98.10% | 329       | 0.07%    | 8,071   | 1.78%  | 27     | 0.01%  | 10     | 0.01% | 19     | 0.01%  | 156        | 0.03%      | –      | –     | –      | –      | 452,814    |
| 나라티왓           | 93,968     | 14.02% | 575,585   | 85.90%   | 212     | 0.03%  | 44     | 0.01%  | 161    | 0.02% | 30     | 0.01%  | 2          | 0.01%      | –      | –     | –      | –      | 670,002    |
| 농부아람푸         | 484,770    | 99.75% | 448       | 0.09%    | 650     | 0.13%  | 57     | 0.01%  | 13     | 0.01% | 19     | 0.01%  | –          | –          | 17     | 0.01% | –      | –      | 485,974    |
| 농카이             | 817,218    | 99.48% | 575       | 0.07%    | 3,416   | 0.42%  | 214    | 0.03%  | 61     | 0.01% | 32     | 0.01%  | –          | –          | 10     | 0.01% | –      | –      | 821,526    |
| 논타부리           | 1,282,703  | 96.14% | 41,816    | 3.13%    | 7,760   | 0.59%  | 656    | 0.05%  | 373    | 0.01% | 89     | 0.01%  | 172        | 0.01%      | 473    | 0.03% | 40     | 0.01%  | 1,334,083  |
| 빠툼타니           | 1,271,785  | 95.83% | 35,867    | 2.70%    | 9,807   | 0.74%  | 1,367  | 0.10%  | 706    | 0.05% | 99     | 0.01%  | 6,592      | 0.50%      | 845    | 0.06% | 78     | 0.01%  | 1,327,147  |
| 빠따니             | 94,507     | 15.52% | 513,841   | 84.37%   | 221     | 0.04%  | 77     | 0.01%  | 58     | 0.01% | 49     | 0.01%  | 237        | 0.39%      | 23     | 0.01% | 3      | 0.01%  | 609,015    |
| 팡응아             | 200,324    | 77.48% | 57,081    | 22.08%   | 786     | 0.30%  | 98     | 0.04%  | 23     | 0.01% | 46     | 0.01%  | 2          | 0.01%      | 174    | 0.07% | –      | –      | 258,534    |
| 파탈룽             | 423,199    | 87.99% | 56,282    | 11.70%   | 973     | 0.20%  | 79     | 0.02%  | 109    | 0.02% | 24     | 0.01%  | 248        | 0.05%      | 58     | 0.01% | 3      | 0.01%  | 480,976    |
| 파야오             | 412,121    | 98.74% | 487       | 0.12%    | 4,275   | 1.02%  | 35     | 0.01%  | 19     | 0.01% | 14     | 0.01%  | 103        | 0.02%      | 321    | 0.07% | 4      | 0.01%  | 417,380    |
| 펫차분             | 929,722    | 98.90% | 2,774     | 0.30%    | 5,818   | 0.62%  | 392    | 0.04%  | 499    | 0.05% | 57     | 0.01%  | 407        | 0.04%      | 400    | 0.04% | 7      | 0.01%  | 940,076    |
| 펫차부리           | 460,327    | 97.41% | 10,398    | 2.20%    | 1,411   | 0.30%  | 61     | 0.01%  | 52     | 0.01% | 5      | 0.01%  | 128        | 0.03%      | 206    | 0.04% | –      | –      | 472,589    |
| 피찟               |            |        |           |          |         |        |        |        |        |       |        |        |            |            |        |       |        |        |            |
| 핏사눌록           |            |        |           |          |         |        |        |        |        |       |        |        |            |            |        |       |        |        |            |
| 프라나콘시아유타야 | 827,251    | 95.01% | 37,056    | 4.26%    | 3,024   | 0.35%  | 330    | 0.04%  | 78     | 0.01% | 44     | 0.01%  | 458        | 0.05%      | 57     | 0.01% | 2,373  | 0.27%  | 870,671    |
| 프래               | 423,310    | 99.04% | 551       | 0.13%    | 3,118   | 0.73%  | 45     | 0.01%  | 52     | 0.01% | 35     | 0.01%  | 184        | 0.04%      | 101    | 0.02% | 2      | 0.01%  | 427,398    |
| 푸껫               | 418,025    | 79.52% | 83,969    | 15.97%   | 19,058  | 3.63%  | 1,011  | 0.19%  | 67     | 0.01% | 104    | 0.02%  | 930        | 0.18%      | 2,453  | 0.47% | 91     | 0.02%  | 525,709    |
| 쁘라찐부리         |            |        |           |          |         |        |        |        |        |       |        |        |            |            |        |       |        |        |            |
| 쁘라쭈압키리칸     |            |        |           |          |         |        |        |        |        |       |        |        |            |            |        |       |        |        |            |
| 라농               |            |        |           |          |         |        |        |        |        |       |        |        |            |            |        |       |        |        |            |
| 랏차부리           | 781,901    | 98.14% | 2,802     | 0.35%    | 10,108  | 1.27%  | 411    | 0.05%  | 205    | 0.03% | 90     | 0.01%  | 474        | 0.06%      | 757    | 0.10% | –      | –      | 796,748    |
| 라용               |            |        |           |          |         |        |        |        |        |       |        |        |            |            |        |       |        |        |            |
| 로이엣             |            |        |           |          |         |        |        |        |        |       |        |        |            |            |        |       |        |        |            |
| 사깨오             | 553,526    | 99.56% | 721       | 0.13%    | 1,393   | 0.25%  | 90     | 0.01%  | 31     | 0.01% | 14     | 0.01%  | 54         | 0.01%      | 132    | 0.02% | –      | –      | 555,961    |
| 사꼰나콘           |            |        |           |          |         |        |        |        |        |       |        |        |            |            |        |       |        |        |            |
| 사뭇쁘라깐         |            |        |           |          |         |        |        |        |        |       |        |        |            |            |        |       |        |        |            |
| 사뭇사콘           |            |        |           |          |         |        |        |        |        |       |        |        |            |            |        |       |        |        |            |
| 사뭇송크람         |            |        |           |          |         |        |        |        |        |       |        |        |            |            |        |       |        |        |            |
| 사라부리           |            |        |           |          |         |        |        |        |        |       |        |        |            |            |        |       |        |        |            |
| 사뚠               | 89,715     | 32.64% | 184,552   | 67.14%   | 403     | 0.15%  | 17     | 0.01%  | 152    | 0.06% | 16     | 0.01%  | –          | –          | 8      | 0.01% | –      | –      | 274,863    |
| 싱부리             | 197,857    | 98.94% | 891       | 0.45%    | 1,149   | 0.57%  | 50     | 0.03%  | 3      | 0.01% | 7      | 0.01%  | –          | –          | 23     | 0.01% | 2      | 0.01%  | 199,982    |
| 시사껫             | 1,047,650  | 99.21% | 1,677     | 0.16%    | 5,818   | 0.55%  | 196    | 0.02%  | 30     | 0.01% | 41     | 0.01%  | 312        | 0.03%      | 255    | 0.02% | –      | –      | 1,055,979  |
| 송클라             | 1,102,830  | 74.46% | 374,728   | 25.30%   | 2,635   | 0.18%  | 218    | 0.01%  | 214    | 0.01% | 37     | 0.01%  | 271        | 0.01%      | 88     | 0.01% | –      | –      | 1,481,021  |
| 수코타이           |            |        |           |          |         |        |        |        |        |       |        |        |            |            |        |       |        |        |            |
| 수판부리           |            |        |           |          |         |        |        |        |        |       |        |        |            |            |        |       |        |        |            |
| 수랏타니           | 978,368    | 96.93% | 22,521    | 2.23%    | 2,313   | 0.23%  | 460    | 0.05%  | 238    | 0.02% | 42     | 0.01%  | 2,469      | 0.24%      | 2,940  | 0.29% | –      | –      | 1,009,351  |
| 수린               |            |        |           |          |         |        |        |        |        |       |        |        |            |            |        |       |        |        |            |
| 딱                 |            |        |           |          |         |        |        |        |        |       |        |        |            |            |        |       |        |        |            |
| 뜨랑               | 511,698    | 85.44% | 85,609    | 14.29%   | 1,216   | 0.20%  | 74     | 0.01%  | 13     | 0.01% | 26     | 0.01%  | 200        | 0.03%      | 40     | 0.01% | –      | –      | 598,877    |
| 뜨랏               |            |        |           |          |         |        |        |        |        |       |        |        |            |            |        |       |        |        |            |
| 우본랏차타니       |            |        |           |          |         |        |        |        |        |       |        |        |            |            |        |       |        |        |            |
| 우돈타니           |            |        |           |          |         |        |        |        |        |       |        |        |            |            |        |       |        |        |            |
| 우타이타니         |            |        |           |          |         |        |        |        |        |       |        |        |            |            |        |       |        |        |            |
| 우따라딧           |            |        |           |          |         |        |        |        |        |       |        |        |            |            |        |       |        |        |            |
| 얄라               | 100,778    | 23.27% | 331,747   | 76.59%   | 453     | 0.10%  | 69     | 0.02%  | 61     | 0.01% | 40     | 0.01%  | –          | –          | 16     | 0.01% | 3      | 0.01%  | 433,167    |
| 야소톤             | 482,651    | 98.91% | 453       | 0.09%    | 4,689   | 0.96%  | 140    | 0.03%  | 28     | 0.01% | 15     | 0.01%  | –          | –          | –      | –     | –      | –      | 487,976    |
| 합                 | 61,746,429 | 100%   | 3,259,340 | 100%     | 789,376 | 100%   | 41,808 | 100%   | 16,718 | 100%  | 11,124 | 100%   | 66,922     | 100%       | 46,122 | 100%  | 3,820  | 100%   | 65,981,660 |

## 다르마 종교

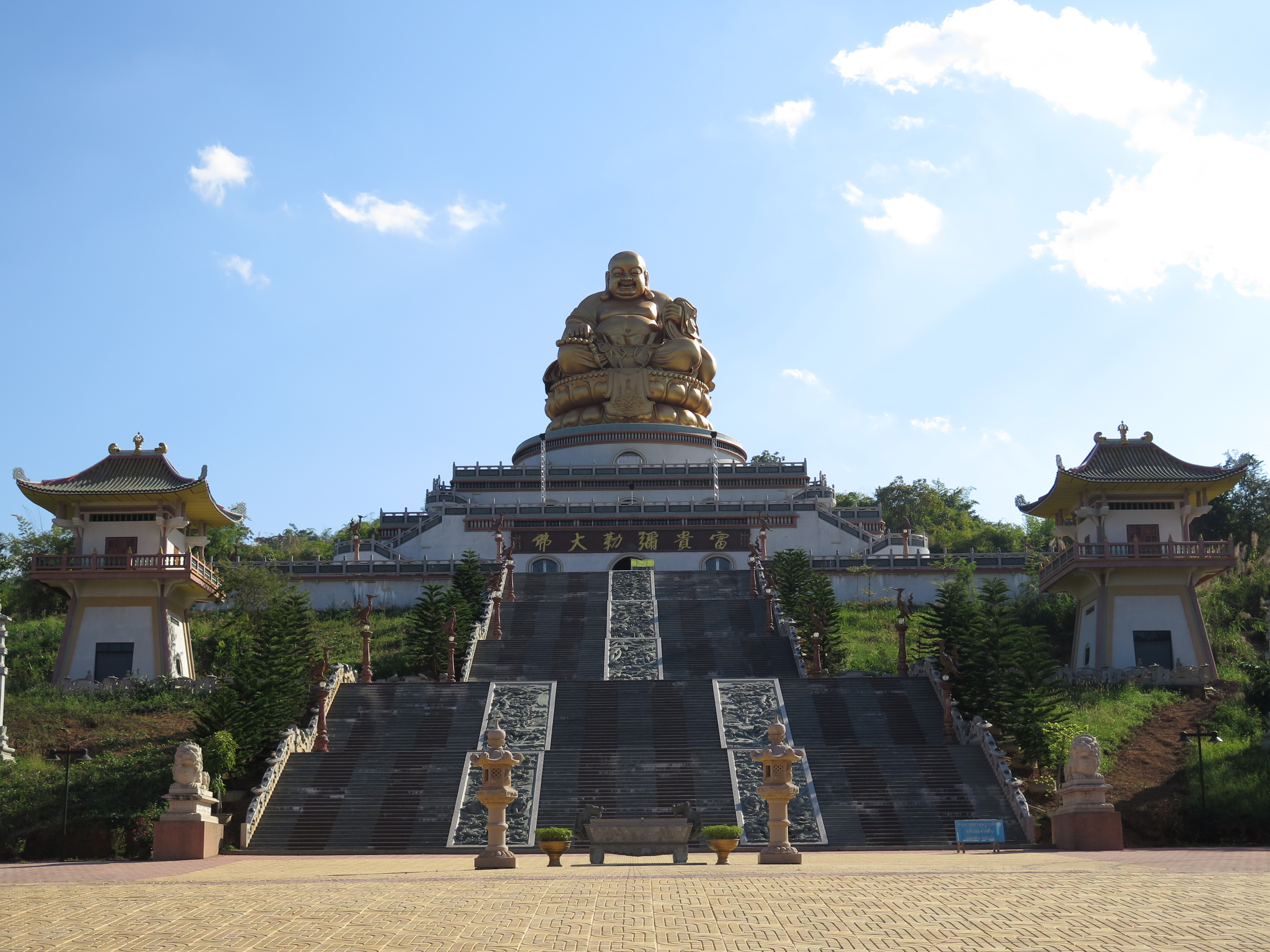
치앙라이주의 중국식 미륵 사원.

### 불교
태국의 불교는 대개 상좌부 불교이다. 태국 인구의 90% 이상이 이 종파를 따른다.
태국 불교는 여러 고유 종교들과 함께 따르며, 중국계 태국인들은 중국 토착 종교를, 인도계 태국인 및 시암계 태국인들은 힌두교를, 북동부 타이인, 북부 타이인 및 북부 크메르인은 이 민속 신앙을, 그리고 프라나칸들은 프라나칸민속 신앙을 따르는 경향이 있다.
태국의 절은 높은 금색 스투파가 특징이고, 태국의 불교 건축은 다른 동남아 국가들과 유사하며, 특히 캄보디아와 라오스 등은 태국과 문화적 역사적 유산을 공유하고 있다.

### 힌두교

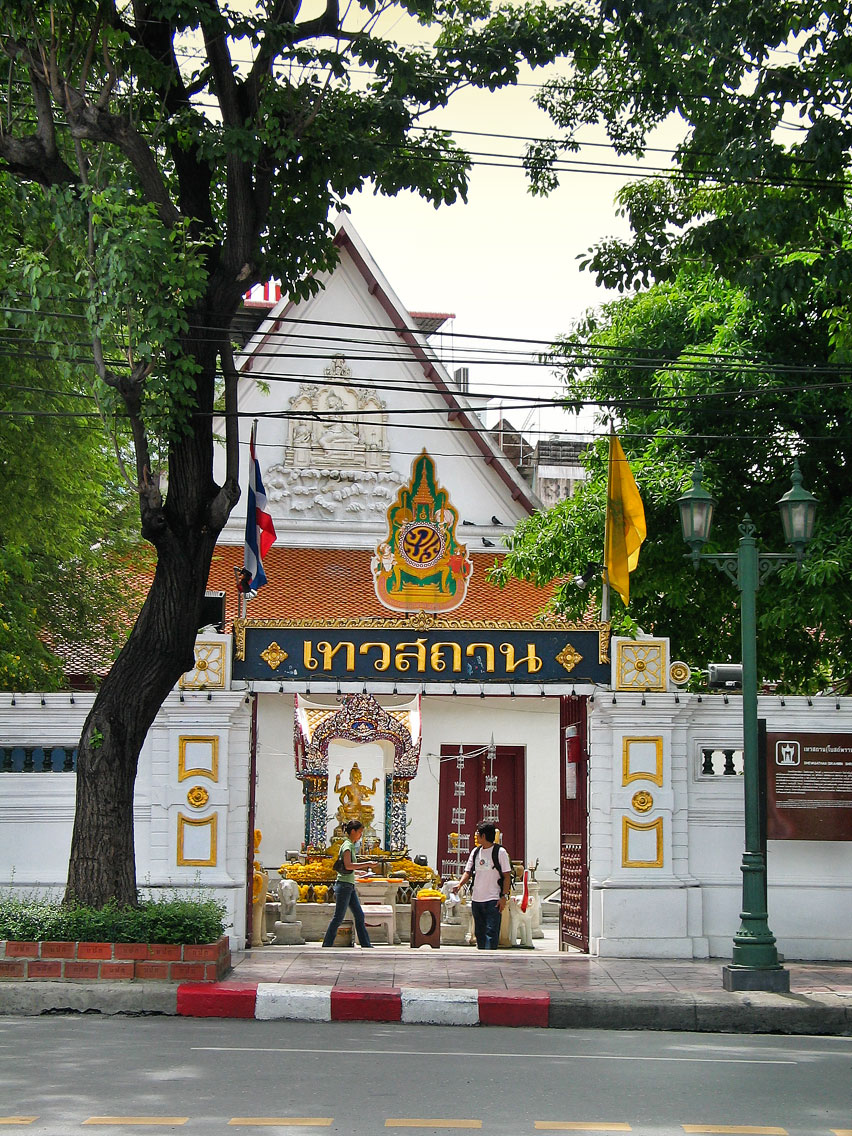
방콕에 위치한 공식 힌두교 사원인 데와사탄의 정문.

인도계 수천 명의 힌두교인들이 태국에서 거주하고 있으며, 주로 대도시들에 있다. 이 '전통적인 힌두교도' 집단 외에도, 초창기 태국은 힌두교에 강한 뿌리를 두었던 크메르 제국의 지배 하에 있었으며, 태국 내 이 영향은 현재까지도 남아있다. 또한 힌두교를 믿는 일부 참족들도 태국에서 살고 있다. 불교의 다사라타 자타카 (Dasaratha Jataka)를 기반으로 한 '라마끼엔' 서사시는 힌두교의 라마야나와 아주 유사하다. 옛 수도 아유타야는 라마야냐의 주인공인 라마의 출생지인 아요디아에서 이름 붙여진 것이다. 힌두교 신들을 위한 의식을 행하는 브라만 계층들이 존재한다. 브라만 의식은 여전히 흔하게 행해진다. 힌두-불교의 신들은 여러 태국인들에게 숭배되고 있고 브라흐마, 가네샤, 인드라, 시바, 비슈누, 락슈미 및 다른 힌두-불교의 신들의 조각상 및 사원들을 흔히 볼 수 있다 (예로 에라완 사원). 힌두교의 흔적인 가루다는 현 태국 왕실의 상징이다.

### 시크교

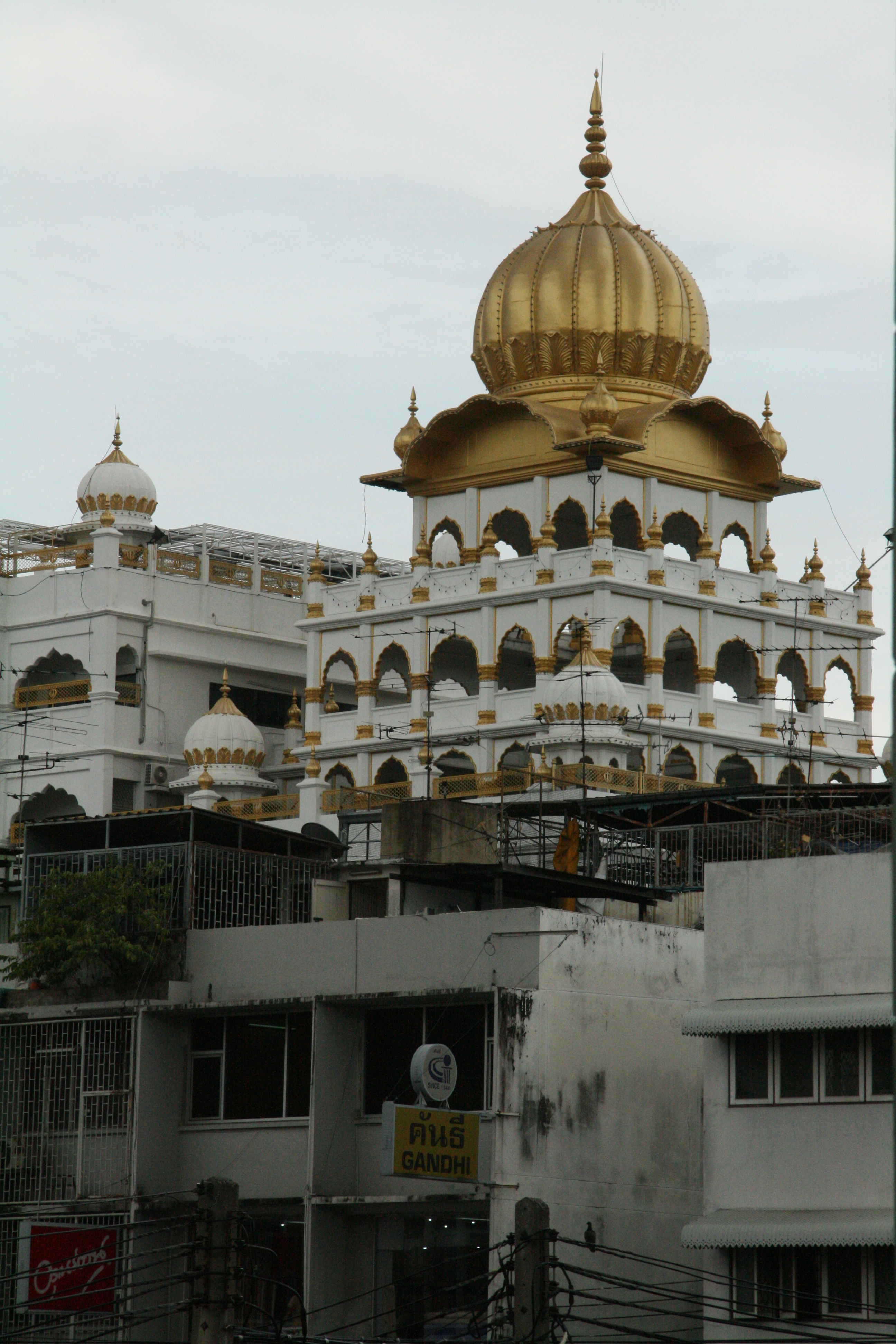
방콕의 구르드와라 시리 구루 싱 사바.

태국의 최초의 시크교도로 알려진 자는 라다 싱 (Ladha Singh)으로, 1890년에 왔다. 다른 시크교도도 1900년대 초에 동행했으며, 1911년경 백 세대 이상의 시크교도들이 태국에 정착했고, 주로 톤부리에 정착했다. 당시에는 구르드와라 (시크교 사원)이 없었고, 종교 행위는 매주 일요일 및 구르푸르랍 때 각자의 집에서 치러졌다. 시크교 공동체는 성장을 이어나갔고, 1912년에 구르드와라 설치가 결정됐다. 구르드와라는 현재 방콕의 파후랏에 위치하고 인도 펀자브의 암리차르에 있는 황금사원을 모방하였다. 작지만 영향력은 많은 시크교 공동체는 도심에 거주하고, 주로 소매업에 종사하고 있다.

## 토속 신앙

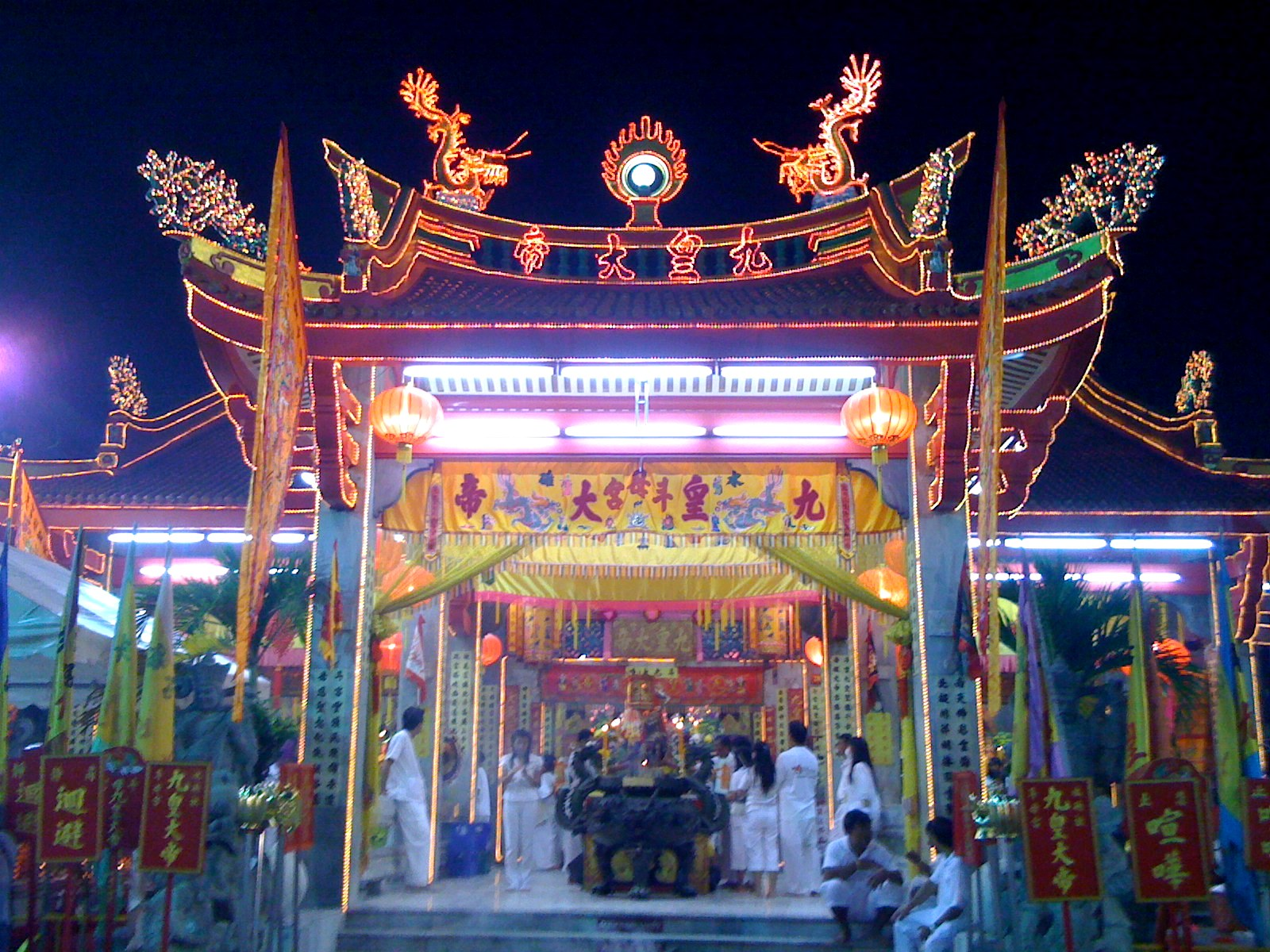
푸켓 주이 투이 사원의 야간 때 모습.

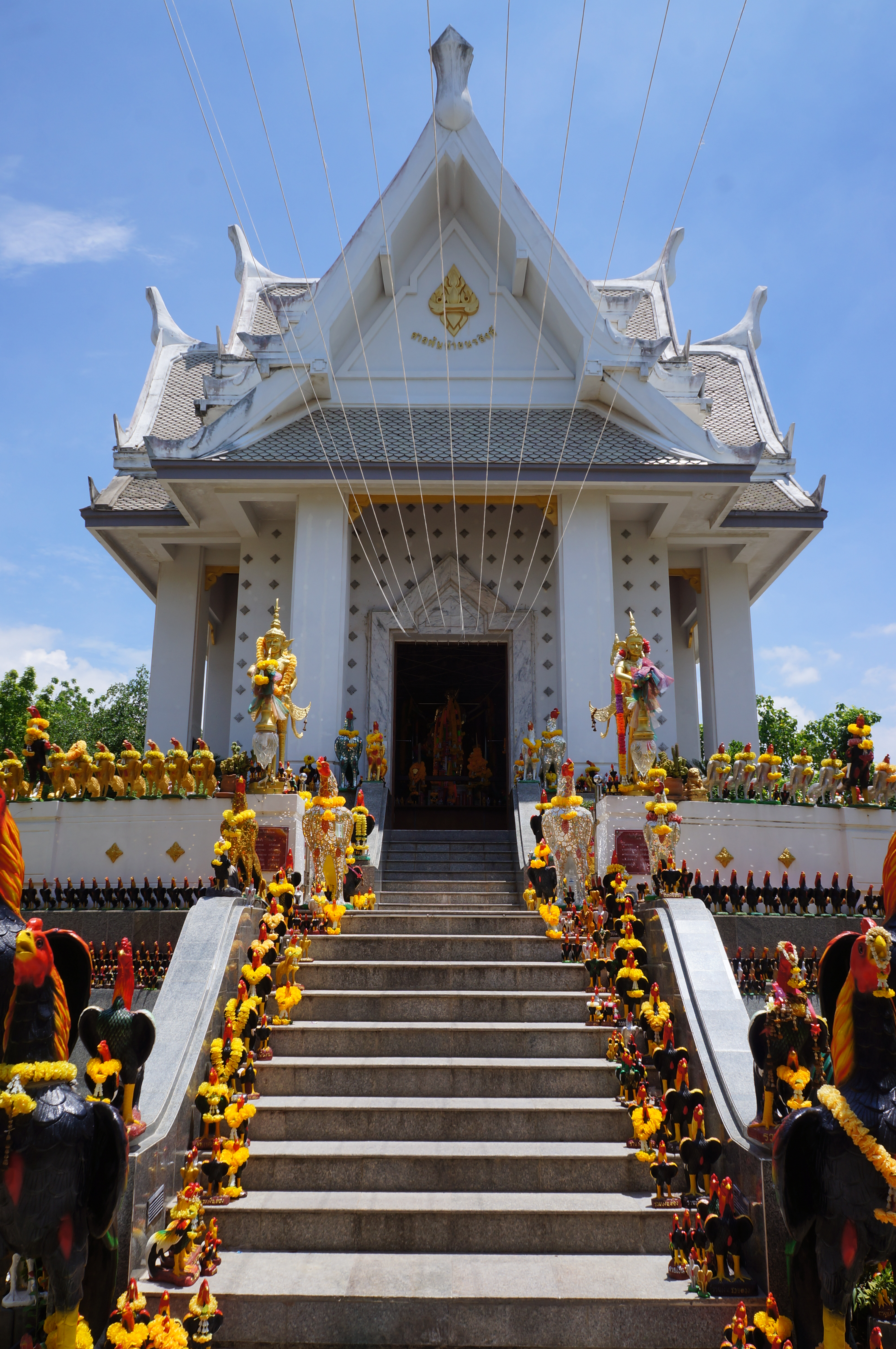
사뭇사콘주의 므앙사뭇사콘군에 위치한 닭과 관련된 토착신을 위한 사원인 산 판타이 노라싱 (San Phanthai Norasing).

### 중국계 토속 신앙
중국계 태국인 (프라나칸 제외) 중 많은 이들이 여러 중국계 종교를 따르고 있으며, 토착 신 숭배, 중국의 조상 숭배, 도교, 유교, 중국의 복음주의 종교 등이 포함된다. 복음주의 종교 중 하나인 일관도 (태국어: Anuttharatham)는 1970년대 이래로 태국에 퍼졌고, 불교와 분쟁을 겪을 정도로 인기를 얻으며 성장하였다. 2009년 기준 태국 내 7,000개 이상의 일관도 사원이 있었고 매년 일관도로 개종하는 인원이 대략 200.000명이라고 한다. 많은 신자와 사원의 수에도 불구하고 이 종교들은 국가의 인정을 받지 못하였고, 이들의 사원들은 종교 시설로 집계되지 않았으며 신자들도 공식적으로 발표되는 종교 수치에서 '상좌부 불교도'로 집계된다. 중국의 사원들은 태국어로 'sanchao'로 불린다.
태국의 중국계 민간신앙은 토착 신 숭배를 포함해 지역적 특색이 발달하였다. 춘절, 중추절, 
청명절의 주요 중국 행사들이 널리 기념되며, 특히 중국계들이 많은 방콕, 촌부리주, 태국의 다른 지역들에서 두드러진다. 차오저우 및 민난계의 태국인들은 보통 관세음보살과 마조를 숭배하고, 광둥계는 관우를 숭배한다.

### 프라나칸 민속 신앙
푸껫의 프라나칸들은 9월과 10월 사이에 9일간 이어지는 채식 축제를 행한다. 축제 기간, 참여자들은 육식을 삼가고 중국식의 육체의 고행 역시도 흔한게 볼 수 있다. 이 의례 및 의식은 투아펙콩 숭배를 위한 것이었다. 이러한 전통들은 이 지역의 중국인들이 말레이 및 남부 태국 문화의 영향을 받아 19세기 푸껫에서 발전하게 된 것이었다.

### 타이 민속 신앙
대부분의 북동부 타이인 (뿐만 아니라 북부 타이인, 북부 크메르인, 일부 시암계 타이인)들은 토착신들과 조상 숭배가 특징인 독특한 토착 신앙을 믿는다. 중국의 민속 신앙과 아주 유사하다.

## 아브라함 종교

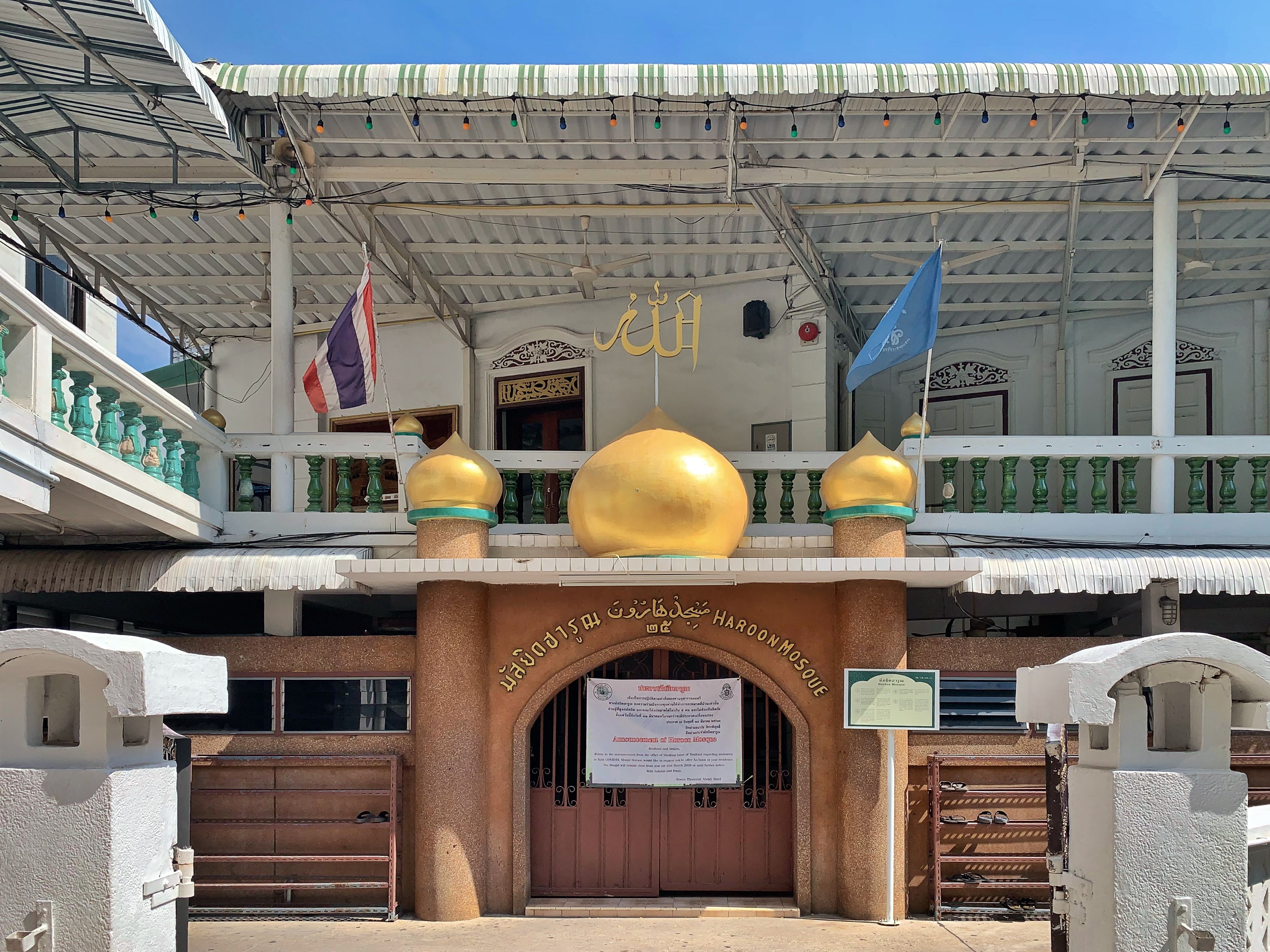
방콕에서 가장 오래된 모스크 중 하나인 하룬 모스크

### 이슬람교
2015년 인구 조사에 따르면, 태국에는 전체 인구의 4.29%에 해당하는 무슬림 2,892,311명이 있었다. 이 무슬림 중 2,227,613명은 태국 전체 인구의 24.33%가 위치한 남부 지역에 집중되어 있다.

### 기독교

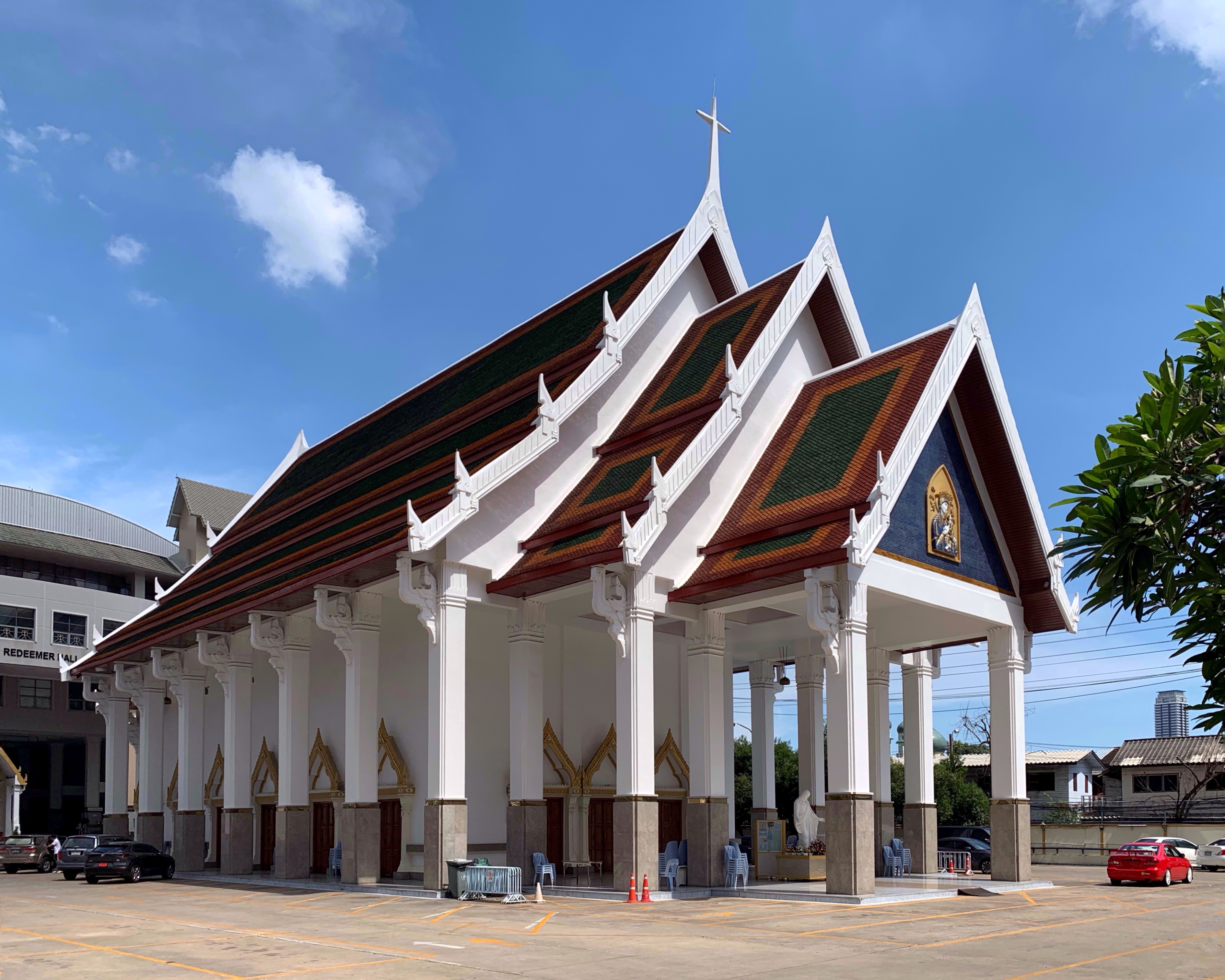
타이 건축 양식으로 지어진 방콕의 거룩한 구원자 교회

기독교는 이르면 1550년대 유럽의 선교사들을 통해 전래되었고, 당시 포르투갈 용병들과 이들의 군종 사제가 아유타야에 왔었다. 역사적으로, 기독교는 태국의 현대화에 있어 중요한 역할을 하고 있으며, 특히 사회 및 교육 분야에서 중요했다. 2015년 기준, 태국 인구의 1%가 기독교인들이었다. 이 집단 중에서, 400,000명은 천주교도로 추정된다.
현재 문화부 산하에 있는 태국의 종교청은 다섯 개의 기독교 종파를 공식적으로 인정하고 있으며 로마 가톨릭교회, 남침례회, 제칠일안식일예수재림교회, 태국 그리스도교회, 태국 복음주의 연맹 등이다. 공식적으로 인가는 받지 못했으나, 예수 그리스도 후기 성도 교회의 선교사들이 수십 년간 태국에서 활동 중에 있으며, 이들의 개종자는 상대적으로 적다. 여호와의 증인 역시 존재하며, 5,200명 이상의 신자 및 140개의 집회가 존재한다.

### 유대교
태국의 유대교는 17세기로 거슬러 올라가며, 소수의 바그다드의 유대인 가정이 도착하였다. 현재 공동체는 아슈케냐짐 (예로 제정 러시아 그리고 후대의 소련에서 온 난민들의 후손을 통한 공동체)과, 아프가니스탄, 이란, 시리아 등 출생이자 부유한 보석상들이던 셰파르딤으로 이뤄져 있다. 추정 2,000명으로 이뤄진 태국의 유대인 공동체 대다수는 방콕에 거주하며, 주로 이스라엘에서 오는 수천 명의 관광객들 (일부 장기간)도 존재한다. 푸껫, 치앙마이, 사무이섬에 유대교 시나고그가 존재하나, 그곳에 공동체는 없다.

## 종교의 자유

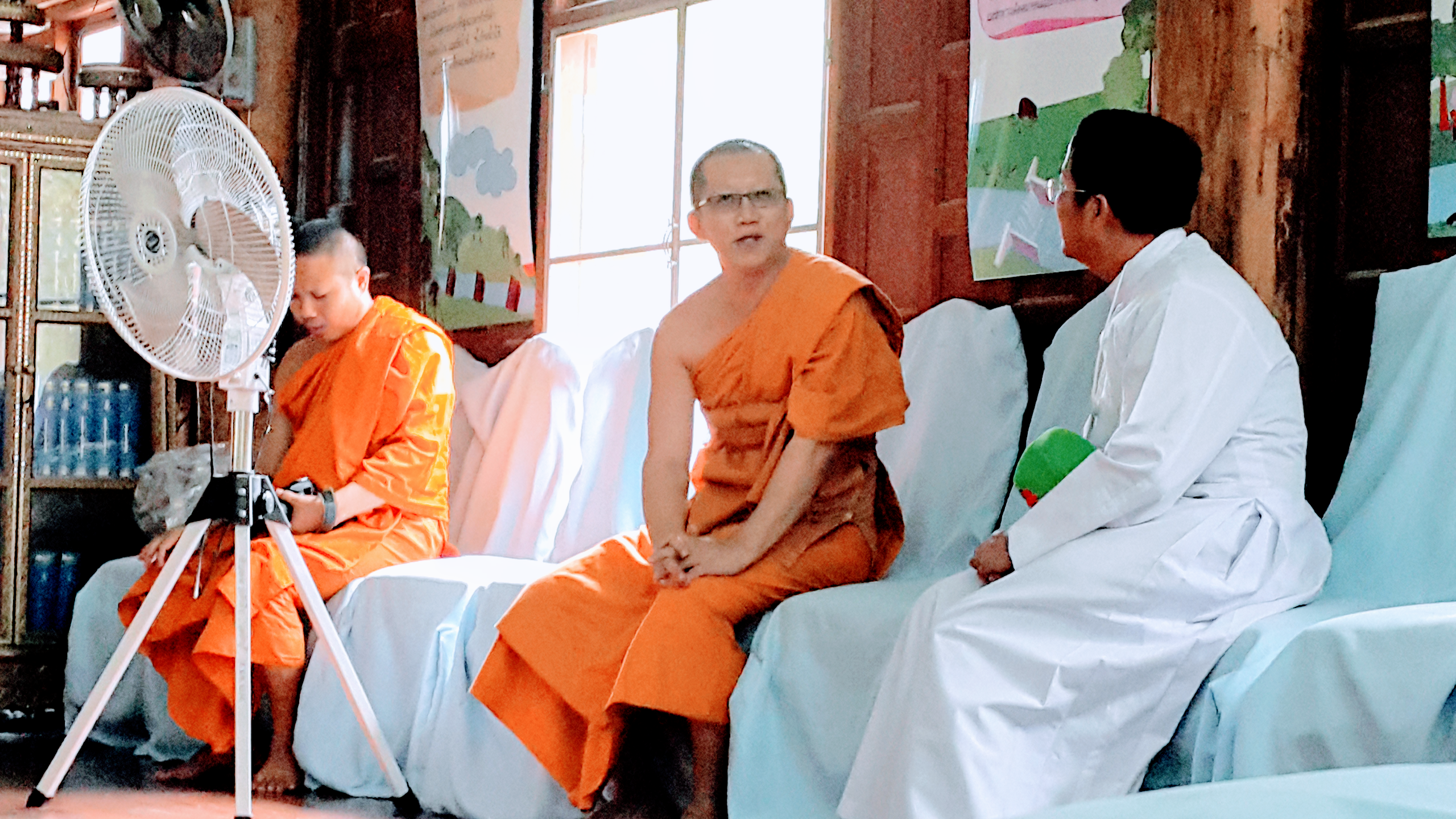
깐짜나부리의 한 사원에서 이야기하고 있는 불교 수도승과 가톨릭 사제

태국의 헌법은 '종교 신앙을 기반으로 한 차별을 금지'하고 있고, 모든 이들이 자신들의 선택에 따른 어떠한 종교도 따르도록 허용하고 있다. 종교 집단들은 정부의 등록 없이 자유롭게 활동할 수 있다.
태국 정부는 자국에서 활동하는 외국인 선교사에 한도를 정하고 있으며 기독교는 1,357명, 이슬람교는 6명, 힌두교는 20명, 시크교는 41명 등이다. 이들에 대한 혜택은 더 긴 비자 체류 기간이다.
2022년에, 종교 집단들에 대한 폭력이 보고되었으나, 이 사태가 민족적 폭력 사태와 별개인지는 알기 어렵다. 이에 따라, 2023년에, 프리덤 하우스는 태국에 대해 종교의 자유 4점 만점 중에 3점을 매겼다.

## 참조
1. ↑  타이, 중국, 프라나칸의 고유 종교 포함.

### 인용
1. ↑  https://www.state.gov/reports/2023-report-on-international-religious-freedom/thailand/%23:~:text%3DIn%2520December%25202021%252C%2520the%2520Department,animist%2520practices%2520into%2520their%2520worship.&ved=2ahUKEwj9zL2iq6yLAxUzlP0HHYYmPYYQFnoECBMQBQ&sqi=2&usg=AOvVaw25aLPPPC2mgX44sKAtX-87
2. 1 2  “Global Religion – Religious Beliefs Across the World” (PDF). 《Ipsos》. May 2023. 2023년 5월 12일에 원본 문서 (PDF)에서 보존된 문서. 2023년 8월 23일에 확인함.
3. 1 2  “Population by religion, region and area, 2018”. NSO. 2021년 4월 24일에 원본 문서에서 보존된 문서. 2021년 3월 9일에 확인함.
4. ↑  Sanchez, Jane. “History and Thailand Literature” (영어).
5. ↑  “US State Dept 2022 report”.
6. 1 2 3 4 5  Kataoka 2012.
7. ↑  “Losing Our Religion? Two Thirds of People Still Claim to Be Religious”. 《Gallup International》 (미국 영어). 2015년 6월 8일. 2022년 4월 11일에 원본 문서에서 보존된 문서. 2022년 11월 11일에 확인함.
8. ↑  “Population by religion, region and area, 2010” (PDF). NSO. 2018년 1월 10일에 확인함.
9. 1 2 3 4  “Population by religion, region and area, 2015” (PDF). NSO. 2018년 1월 10일에 확인함.
10. ↑  “Population by religion, sex and administrative division, Bangkok: 2010”. NSO. 2023년 5월 6일에 원본 문서에서 보존된 문서. 2021년 3월 9일에 확인함.
11. ↑  “Population by religion, sex and administrative division, Amnat Charoen: 2010”. NSO. 2021년 3월 9일에 확인함.[깨진 링크(과거 내용 찾기)]
12. ↑  “Population by religion, sex and administrative division, Ang Thong: 2010”. NSO. 2021년 3월 9일에 확인함.[깨진 링크(과거 내용 찾기)]
13. ↑  “Population by religion, sex and administrative division, Bueng Kan: 2010”. NSO. 2021년 3월 9일에 확인함.[깨진 링크(과거 내용 찾기)]
14. ↑  “Population by religion, sex and administrative division, Buriram: 2010”. NSO. 2021년 3월 9일에 확인함.[깨진 링크(과거 내용 찾기)]
15. ↑  “Population by religion, sex and administrative division, Chachoengsao: 2010”. NSO. 2021년 3월 9일에 확인함.[깨진 링크(과거 내용 찾기)]
16. ↑  “Population by religion, sex and administrative division, Chai Nat: 2010”. NSO. 2021년 3월 9일에 확인함.[깨진 링크(과거 내용 찾기)]
17. ↑  “Population by religion, sex and administrative division, Chaiyaphum: 2010”. NSO. 2021년 3월 9일에 확인함.[깨진 링크(과거 내용 찾기)]
18. ↑  “Population by religion, sex and administrative division, Chanthaburi: 2010”. NSO. 2021년 3월 9일에 확인함.[깨진 링크(과거 내용 찾기)]
19. ↑  “Population by religion, sex and administrative division, Chiang Mai: 2010”. NSO. 2021년 3월 9일에 확인함.[깨진 링크(과거 내용 찾기)]
20. ↑  “Population by religion, sex and administrative division, Chiang Rai: 2010”. NSO. 2021년 3월 9일에 확인함.[깨진 링크(과거 내용 찾기)]
21. ↑  “Population by religion, sex and administrative division, Chonburi: 2010”. NSO. 2021년 3월 9일에 확인함.[깨진 링크(과거 내용 찾기)]
22. ↑  “Population by religion, sex and administrative division, Chumphon: 2010”. NSO. 2021년 3월 9일에 확인함.[깨진 링크(과거 내용 찾기)]
23. ↑  “Population by religion, sex and administrative division, Kalasin: 2010”. NSO. 2021년 3월 9일에 확인함.[깨진 링크(과거 내용 찾기)]
24. ↑  “Population by religion, sex and administrative division, Kamphaeng Phet: 2010”. NSO. 2021년 3월 9일에 확인함.[깨진 링크(과거 내용 찾기)]
25. ↑  “Population by religion, sex and administrative division, Kanchanaburi: 2010”. NSO. 2021년 3월 9일에 확인함.[깨진 링크(과거 내용 찾기)]
26. ↑  “Population by religion, sex and administrative division, Khon Kaen: 2010”. NSO. 2021년 3월 9일에 확인함.[깨진 링크(과거 내용 찾기)]
27. ↑  “Population by religion, sex and administrative division, Krabi: 2010”. NSO. 2021년 3월 9일에 확인함.[깨진 링크(과거 내용 찾기)]
28. ↑  “Population by religion, sex and administrative division, Lampang: 2010”. NSO. 2021년 3월 9일에 확인함.[깨진 링크(과거 내용 찾기)]
29. ↑  “Population by religion, sex and administrative division, Lamphun: 2010”. NSO. 2021년 3월 9일에 확인함.[깨진 링크(과거 내용 찾기)]
30. ↑  “Population by religion, sex and administrative division, Loei: 2010”. NSO. 2021년 3월 9일에 확인함.[깨진 링크(과거 내용 찾기)]
31. ↑  “Population by religion, sex and administrative division, Lopburi: 2010”. NSO. 2021년 3월 9일에 확인함.[깨진 링크(과거 내용 찾기)]
32. ↑  “Population by religion, sex and administrative division, Mae Hong Son: 2010”. NSO. 2021년 3월 9일에 확인함.[깨진 링크(과거 내용 찾기)]
33. ↑  “Population by religion, sex and administrative division, Maha Sarakham: 2010”. NSO. 2021년 3월 9일에 확인함.[깨진 링크(과거 내용 찾기)]
34. ↑  “Population by religion, sex and administrative division, Mukdahan: 2010”. NSO. 2021년 3월 9일에 확인함.[깨진 링크(과거 내용 찾기)]
35. ↑  “Population by religion, sex and administrative division, Nakhon Nayok: 2010”. NSO. 2021년 3월 9일에 확인함.[깨진 링크(과거 내용 찾기)]
36. ↑  “Population by religion, sex and administrative division, Nakhon Pathom: 2010”. NSO. 2021년 3월 9일에 확인함.[깨진 링크(과거 내용 찾기)]
37. ↑  “Population by religion, sex and administrative division, Nakhon Phanom: 2010”. NSO. 2021년 3월 9일에 확인함.[깨진 링크(과거 내용 찾기)]
38. ↑  “Population by religion, sex and administrative division, Nakhon Ratchasima: 2010”. NSO. 2021년 3월 9일에 확인함.[깨진 링크(과거 내용 찾기)]
39. ↑  “Population by religion, sex and administrative division, Nakhon Sawan: 2010”. NSO. 2021년 3월 9일에 확인함.[깨진 링크(과거 내용 찾기)]
40. ↑  “Population by religion, sex and administrative division, Nakhon Si Thammarat: 2010”. NSO. 2021년 3월 9일에 확인함.[깨진 링크(과거 내용 찾기)]
41. ↑  “Population by religion, sex and administrative division, Nan: 2010”. NSO. 2021년 3월 9일에 확인함.[깨진 링크(과거 내용 찾기)]
42. ↑  “Population by religion, sex and administrative division, Narathiwat: 2010”. NSO. 2021년 3월 9일에 확인함.[깨진 링크(과거 내용 찾기)]
43. ↑  “Population by religion, sex and administrative division, Nong Bua Lamphu: 2010”. NSO. 2021년 3월 9일에 확인함.[깨진 링크(과거 내용 찾기)]
44. ↑  “Population by religion, sex and administrative division, Nong Khai: 2010”. NSO. 2021년 3월 9일에 확인함.[깨진 링크(과거 내용 찾기)]
45. ↑  “Population by religion, sex and administrative division, Nonthaburi: 2010”. NSO. 2021년 3월 9일에 확인함.[깨진 링크(과거 내용 찾기)]
46. ↑  “Population by religion, sex and administrative division, Pathum Thani: 2010”. NSO. 2021년 3월 9일에 확인함.[깨진 링크(과거 내용 찾기)]
47. ↑  “Population by religion, sex and administrative division, Pattani: 2010”. NSO. 2021년 3월 9일에 확인함.[깨진 링크(과거 내용 찾기)]
48. ↑  “Population by religion, sex and administrative division, Phang Nga: 2010”. NSO. 2021년 3월 9일에 확인함.[깨진 링크(과거 내용 찾기)]
49. ↑  “Population by religion, sex and administrative division, Phatthalung: 2010”. NSO. 2021년 3월 9일에 확인함.[깨진 링크(과거 내용 찾기)]
50. ↑  “Population by religion, sex and administrative division, Phayao: 2010”. NSO. 2021년 3월 9일에 확인함.[깨진 링크(과거 내용 찾기)]
51. ↑  “Population by religion, sex and administrative division, Phetchabun: 2010”. NSO. 2021년 3월 9일에 확인함.[깨진 링크(과거 내용 찾기)]
52. ↑  “Population by religion, sex and administrative division, Phetchaburi: 2010”. NSO. 2021년 3월 9일에 확인함.[깨진 링크(과거 내용 찾기)]
53. ↑  “Population by religion, sex and administrative division, Phichit: 2010”. NSO. 2021년 3월 9일에 확인함.[깨진 링크(과거 내용 찾기)]
54. ↑  “Population by religion, sex and administrative division, Phitsanulok: 2010”. NSO. 2021년 3월 9일에 확인함.[깨진 링크(과거 내용 찾기)]
55. ↑  “Population by religion, sex and administrative division, Phra Nakhon Si Ayutthaya: 2010”. NSO. 2021년 3월 9일에 확인함.[깨진 링크(과거 내용 찾기)]
56. ↑  “Population by religion, sex and administrative division, Phrae: 2010”. NSO. 2021년 3월 9일에 확인함.[깨진 링크(과거 내용 찾기)]
57. ↑  “Population by religion, sex and administrative division, Phuket: 2010”. NSO. 2021년 3월 9일에 확인함.[깨진 링크(과거 내용 찾기)]
58. ↑  “Population by religion, sex and administrative division, Prachinburi: 2010”. NSO. 2021년 3월 9일에 확인함.[깨진 링크(과거 내용 찾기)]
59. ↑  “Population by religion, sex and administrative division, Prachuap Khiri Khan: 2010”. NSO. 2021년 3월 9일에 확인함.[깨진 링크(과거 내용 찾기)]
60. ↑  “Population by religion, sex and administrative division, Ranong: 2010”. NSO. 2021년 3월 9일에 확인함.[깨진 링크(과거 내용 찾기)]
61. ↑  “Population by religion, sex and administrative division, Ratchaburi: 2010”. NSO. 2021년 3월 9일에 확인함.[깨진 링크(과거 내용 찾기)]
62. ↑  “Population by religion, sex and administrative division, Rayong: 2010”. NSO. 2021년 3월 9일에 확인함.[깨진 링크(과거 내용 찾기)]
63. ↑  “Population by religion, sex and administrative division, Roi Et: 2010”. NSO. 2021년 3월 9일에 확인함.[깨진 링크(과거 내용 찾기)]
64. ↑  “Population by religion, sex and administrative division, Sa Kaeo: 2010”. NSO. 2021년 3월 9일에 확인함.[깨진 링크(과거 내용 찾기)]
65. ↑  “Population by religion, sex and administrative division, Sakon Nakhon: 2010”. NSO. 2021년 3월 9일에 확인함.[깨진 링크(과거 내용 찾기)]
66. ↑  “Population by religion, sex and administrative division, Samut Prakan: 2010”. NSO. 2021년 3월 9일에 확인함.[깨진 링크(과거 내용 찾기)]
67. ↑  “Population by religion, sex and administrative division, Samut Sakhon: 2010”. NSO. 2021년 3월 9일에 확인함.[깨진 링크(과거 내용 찾기)]
68. ↑  “Population by religion, sex and administrative division, Samut Songkhram: 2010”. NSO. 2021년 3월 9일에 확인함.[깨진 링크(과거 내용 찾기)]
69. ↑  “Population by religion, sex and administrative division, Saraburi: 2010”. NSO. 2021년 3월 9일에 확인함.[깨진 링크(과거 내용 찾기)]
70. ↑  “Population by religion, sex and administrative division, Satun: 2010”. NSO. 2021년 3월 9일에 확인함.[깨진 링크(과거 내용 찾기)]
71. ↑  “Population by religion, sex and administrative division, Sing Buri: 2010”. NSO. 2021년 3월 9일에 확인함.[깨진 링크(과거 내용 찾기)]
72. ↑  “Population by religion, sex and administrative division, Sisaket: 2010”. NSO. 2021년 3월 9일에 확인함.[깨진 링크(과거 내용 찾기)]
73. ↑  “Population by religion, sex and administrative division, Songkhla: 2010”. NSO. 2021년 3월 9일에 확인함.[깨진 링크(과거 내용 찾기)]
74. ↑  “Population by religion, sex and administrative division, Sukhothai: 2010”. NSO. 2021년 3월 9일에 확인함.[깨진 링크(과거 내용 찾기)]
75. ↑  “Population by religion, sex and administrative division, Suphan Buri: 2010”. NSO. 2021년 3월 9일에 확인함.[깨진 링크(과거 내용 찾기)]
76. ↑  “Population by religion, sex and administrative division, Surat Thani: 2010”. NSO. 2021년 3월 9일에 확인함.[깨진 링크(과거 내용 찾기)]
77. ↑  “Population by religion, sex and administrative division, Surin: 2010”. NSO. 2021년 3월 9일에 확인함.[깨진 링크(과거 내용 찾기)]
78. ↑  “Population by religion, sex and administrative division, Tak: 2010”. NSO. 2021년 3월 9일에 확인함.[깨진 링크(과거 내용 찾기)]
79. ↑  “Population by religion, sex and administrative division, Trang: 2010”. NSO. 2021년 3월 9일에 확인함.[깨진 링크(과거 내용 찾기)]
80. ↑  “Population by religion, sex and administrative division, Trat: 2010”. NSO. 2021년 3월 9일에 확인함.[깨진 링크(과거 내용 찾기)]
81. ↑  “Population by religion, sex and administrative division, Ubon Ratchathani: 2010”. NSO. 2021년 3월 9일에 확인함.[깨진 링크(과거 내용 찾기)]
82. ↑  “Population by religion, sex and administrative division, Udon Thani: 2010”. NSO. 2021년 3월 9일에 확인함.[깨진 링크(과거 내용 찾기)]
83. ↑  “Population by religion, sex and administrative division, Uthai Thani: 2010”. NSO. 2021년 3월 9일에 확인함.[깨진 링크(과거 내용 찾기)]
84. ↑  “Population by religion, sex and administrative division, Uttaradit: 2010”. NSO. 2021년 3월 9일에 확인함.[깨진 링크(과거 내용 찾기)]
85. ↑  “Population by religion, sex and administrative division, Yala: 2010”. NSO. 2021년 3월 9일에 확인함.[깨진 링크(과거 내용 찾기)]
86. ↑  “Population by religion, sex and administrative division, Yasothon: 2010”. NSO. 2021년 3월 9일에 확인함.[깨진 링크(과거 내용 찾기)]
87. 1 2  “The new Brahmins”. 《Bangkok Post》. 2015년 10월 15일.
88. ↑  “Hinduism Around the World” (PDF). Hindu American Foundation. 2014: 3.
89. ↑  Yusheng Lin (2015). “Yiguandao and Buddhism in Thailand” (PDF). Kyoto University's Center for the Promotion of Interdisciplinary Education and Research.
90. ↑  Tong Chee Kiong; Chan Kwok Bun (2001). 《Rethinking Assimilation and Ethnicity: The Chinese of Thailand》. 《Alternate Identities: The Chinese of Contemporary Thailand》. 30–34쪽.
91. ↑  Jean Elizabeth DeBernardi (2006). 《The Way That Lives in the Heart: Chinese Popular Religion and Spirits Mediums in Penang, Malaysia》. Stanford University Press. 25–30쪽. ISBN 0-8047-5292-3.
92. ↑  Spitz, Maternus (1912). 〈Siam〉. 《The Catholic Encyclopedia》. New York: Robert Appleton Company. 2018년 1월 10일에 확인함.
93. ↑  “Pope Francis to visit Thailand November 20–23”. 《Thai PBS》. Agence France-Presse. 2019년 9월 13일. 2019년 9월 14일에 확인함.
94. ↑  “The Jewish Community of Thailand”. 2018년 1월 10일에 확인함.
95. ↑  United States Bureau of Democracy, Human Rights and Labor. US State Dept 2022 report.
96. ↑  Freedom House website, retrieved 2023-08-08

### 참고 문헌
- Kataoka, Tatsuki (December 2012). “Religion as Non-religion: The Place of Chinese Temples in Phuket, Southern Thailand”. 《Southeast Asian Studies》 (Center for Southeast Asian Studies, Kyoto University) 1 (3): 461–485. hdl:2433/167311.

## 같이 보기
- 미얀마의 종교
- 중국의 종교
- 라오스의 종교
- 베트남의 종교
- 동남아시아의 자이나교